# Ибарра, Анибаль
Анибаль Ибарра (исп. Aníbal Ibarra; род. 1 марта 1958, Ломас-де-Самора) — аргентинский юрист и политический деятель. Мэр Буэнос-Айреса в 2000—2006 годах.

## Биография
Родился в семье парагвайского либерального политика Анибаля Ибарра Гонсалеса, бежавшего в 1956 году в Аргентину от преследования диктаторского режима Альфредо Стресснера. Анибаль был вторым из четверых детей в семье (его младшая сестра Вильма также стала политиком, депутатом национального конгресса Аргентины). Окончил университет Буэнос-Айреса, получил степень в области юриспруденции и некоторое время работал прокурором.
В 1990-х занялся политикой, став одним из основателей левоцентристской партии Широкий фронт. В 1991 Ибарра лишился прокурорской должности за свою критическую позицию по отношению к президенту Карлосу Менему, пообещавшему помилование руководителям военной хунты, управлявшей страной в 1970—80-х годах. Лишившись юридической практики, он полностью посвятил себя политической деятельности и был избран в городской совет Буэнос-Айреса, стал в 1993 его председателем.
7 мая 2000 года он стал мэром Буэнос-Айреса, победив на выборах экс-министра экономики Доминго Кавальо. В 2003 переизбран на второй срок. После пожара в ночном клубе «Республика Кроманьон» в 2004 году в городе возросло недовольство властями. Началось политическое движение за смещение главы городского правительства. 7 августа 2006 Анибаль Ибарра был снят с должности мэра. В 2007 году он вернулся в политику и вновь был избран депутатом городского совета.